# João Kléber
João Ferreira Filho  (São Paulo, 2 de agosto de 1957), mais conhecido como João Kléber, é um apresentador brasileiro.
Atualmente apresenta os programas João Kléber Show e Teste de Fidelidade na RedeTV!. 
O apresentador também faz lives, na plataforma Kwai, onde ele anuncia as vendas de produtos no Shopping Kwai.

## Biografia
João se formou na escola Cásper Líbero de São Paulo e iniciou no mundo empregatício como motoboy na cidade de São Paulo. Como, nesse meio, João tinha contato com artistas, muitos destes incentivaram-no a seguir a carreira nos meios de comunicação — carreira a qual era um sonho pessoal de João, ainda desde a infância.

## Carreira
Começou a carreira em 1977 na rádio Jovem Pan, apresentando o programa Show De Radio. Em 1988 se tornou jurado no Cassino do Chacrinha, na Rede Globo, e chegou a apresentar as últimas edições antes do falecimento do apresentador. Em 1993, também apresentou um programa de entrevistas na Rede CNT.
Em 1999, foi um dos primeiros contratados pela RedeTV!. Ainda em novembro daquele ano, em que apresentou o programa Eu Vi na TV polemicamente notável pelo bombástico quadro "Teste de Fidelidade" (mais tarde remontado em formato modificado como Fiel ou Infiel na versão portuguesa, apresentada também por João, e desde 2013 como um programa fixo dominical da RedeTV!). João ainda apresentou, também na RedeTV!, os programas Canal Aberto e seu sucessor Tarde Quente, cujas pegadinhas vieram a fazer a Justiça retirar a RedeTV! do ar na cidade de São Paulo durante 25 horas consecutivas entre as 21h do dia 14 de novembro de 2005 e as 22h do dia 15 (dia em que a emissora estava completando 6 anos no ar). De volta ao ar na cidade de São Paulo, a RedeTV! dispensou João bem como cancelou definitivamente ambos Tarde Quente e Eu Vi na TV.
Após João ter saído da RedeTV!, mudou-se com sua esposa Wanya Ferreira (com quem foi casado por doze anos) para Lisboa, onde passou a apresentar o programa Fiel ou Infiel na TVI. João também gravou o programa João Kleber Total para a Record Europa bem como a versão do Programa da Tarde ao lado de Andressa Pedry também para a Record Europa. Passou a dedicar-se também ao projeto de formação em comunicação e motivação Companhia do Sucesso. Em 2011, João retornou da Europa e participou do reality show A Fazenda 4 da Rede RecordTV, do qual foi o 4.º eliminado. João Kléber e Renata Banhara participaram do antigo quadro Troca de Identidade do antigo programa O Melhor do Brasil na RecordTV. Ao participarem do quadro, os dois discutiram no quadro do programa e o clima ficou tenso entre os dois.
Em novembro de 2012 a RedeTV! recontratou João Kléber após sete anos na Europa. O contrato é válido por dois anos. João apresenta desde março de 2013 três programas na emissora: o Teste de Fidelidade desde 2 de março de 2013 (às noites de domingos inédito bem como reprisado aos sábados), o Você na TV nas manhãs de entre segundas e sextas-feiras desde 8 de abril de 2013 e o Te Peguei na TV desde 8 de setembro de 2013 às noites de domingos logo antes do Teste de Fidelidade reprisando aquelas já célebres pegadinhas que eram exibidas entre 2001 e 2005 nos já extintos programas Eu Vi na TV, Canal Aberto e Tarde Quente. Em 5 de maio de 2014, Renata Banhara agradeceu João Kléber por ter ajudado ela no reality show e fizeram as pazes no programa Você na TV, depois de várias brigas em A Fazenda 4 e no antigo quadro Troca de Identidade do antigo programa O Melhor do Brasil, da RecordTV. Em 25 de maio de 2015, o Você na TV passou a ser exibido as 17h, devido a estreia do Melhor pra Você que ocupou o antigo horário do programa.
Em 2016, João Kléber estreou na RedeTV! seu primeiro programa dominical, chamado João Kléber Show. O programa começou sendo voltado para o entretenimento, trazendo musicais e humor, num formato similar ao Cassino do Chacrinha, mas nos primeiros meses abriu espaço para a transmissão de pegadinhas. O projeto chegou a ser cancelado por contenção de despesas, mas a emissora voltou atrás e confirmou a estreia do programa para 22 de maio de 2016 — que acabou adiada para 6 de junho do mesmo ano. Devido a estreia do JK Show, o Você na TV se encerrou em 6 de maio de 2016. O Você na TV reestreou no dia 3 de abril de 2017 exibindo casos de pessoas anônimas que estão em momentos tensos. A atração saiu do ar em 30 de setembro de 2022, devido a mudanças na programação matinal da casa. Em 2023, voltou a apresentar o Teste de Fidelidade, em um novo formato que passaria a utilizar a tecnologia para passar instruções ao sedutor e as imagens seriam transmitidas sem o auxílio de câmeras escondidas.

## Vida pessoal
Entre 1995 e 2005 foi casado com a produtora Wanya Barros. Entre 2006 e 2011 namorou a apresentadora portuguesa Elsa Raposo, com quem perdeu um bebê de aborto espontâneo aos 3 meses de gestação em 2010, no qual era uma menina que ia se chamar Esperanza.
Teve breves relacionamentos com a modelo Ester Matchuga em 2013, a repórter Eliana Amaral em 2014 e a modelo Dani Sperle em 2015.
Atualmente é casado com a jornalista Mara Ferraz. 

## Filmografia
| Ano           | Título               | Cargo                          | Notas                 | Emissora      |
| ------------- | -------------------- | ------------------------------ | --------------------- | ------------- |
| 1979          | Cara a Cara          | Camané                         | Participação especial | Band          |
| 1984          | FMTV                 | Apresentador                   |                       | Rede Manchete |
| 1985–88       | Cassino do Chacrinha | Jurado / Apresentador Eventual |                       | TV Globo      |
| 1988–90       | Fantástico           | Repórter                       |                       | TV Globo      |
| 1991–92       | Ri-Retrospectiva     | Apresentador                   |                       | TV Globo      |
| 1993–94       | Programa João Kleber | Apresentador                   |                       | CNT           |
| 1999–05       | Eu Vi na TV          | Apresentador                   |                       | RedeTV!       |
| 2001–04       | Canal Aberto         | Apresentador                   |                       | RedeTV!       |
| 2004–05       | Tarde Quente         | Apresentador                   |                       | RedeTV!       |
| 2005–07       | Fiel ou Infiel       | Apresentador                   |                       | RedeTV!       |
| 2008–09       | João Kleber Total    | Apresentador                   |                       | RedeTV!       |
| 2011          | A Fazenda            | Participante                   | Temporada 4           | Record        |
| 2013–22       | Você na TV           | Apresentador                   |                       | RedeTV!       |
| 2013–15       | Teste de Fidelidade  | Apresentador                   |                       | RedeTV!       |
| 2023–24       | Teste de Fidelidade  | Apresentador                   |                       | RedeTV!       |
| 2015–16       | Te Peguei na TV      | Apresentador                   |                       | RedeTV!       |
| 2016–25       | João Kléber Show     | Apresentador                   |                       | RedeTV!       |
| 2024–presente | Madrugada Animada    | Apresentador                   |                       | RedeTV!       |
| 2025–presente | Para Aqui!           | Apresentador                   |                       | RedeTV!       |